# Noureddine Naybet
Noureddine Naybet (àrab: نور الدين نبيت, Nūr ad-Dīn Naybat) (Casablanca, Marroc, 10 de febrer de 1970) és un exfutbolista marroquí. Va ser el capità de l'equip nacional del Marroc amb el qual va jugar en cent quinze ocasions. És considerat com un dels millors jugadors que ha donat el continent africà.

## Trajectòria esportiva
Va començar la seva carrera en els equips inferiors del Widad de Casablanca, on malgrat la seva joventut, va causar sensació. Amb aquest club va guanyar en tres ocasions el campionat de lliga del Marroc i el 1992, la Lliga de Campions africana. Aqueix mateix any va participar amb la seva selecció en els Jocs Olímpics de Barcelona. Les seves bones actuacions, permeten el seu pas al futbol europeu.
És fitxat pel FC Nantes, on realitza una temporada impressionant i és triat com un dels jugadors més importants del campionat francès. A l'any següent, fitxa per l'Sporting de Lisboa en el qual jugarà dues temporades. Els seus bons resultats amb l'equip lisboeta fan que el futbol espanyol posi els seus ulls en ell. El Deportivo de La Corunya aconsegueix els seus serveis per una quantitat mai pagada per un futbolista marroquí. És amb aquest club, on Naybet arriba als seus majors èxits: guanya el Campionat de Lliga en el 2000; el 2002, guanya la Copa del Rei i la Supercopa.
Després de vuit temporades, Naybet abandona el Deportivo i fitxa pel Tottenham Hotspur FC anglès, fins a la seua retirada.

### Internacional
Com internacional marroquí ha jugat 115 partits, sent un dels jugadors que més vegades ho ha fet. Debutà el 9 d'agost de 1990 front a Tunísia i es retirà després de la Copa d'Àfrica 2006. En total ha participat en 6 Copes d'Àfrica (1992, 1998, 2000, 2002, 2004 i 2006), en les Copes del Món de 1994 i 1998 i als Jocs Olímpics de Barcelona 1992.

### Després de la retirada
L'agost de 2007, Naybet va entrar com a ajudant d'Henri Michel a la selecció marroquina. Després ha passat a ser membre de la junta directiva de la Federació real marroquina de futbol.

## Palmarès
- 1992 Campió d'Àfrica de clubs amb el Wydad de Casablanca.
- 2000 Campió de la lliga espanyola amb el Deportivo de La Coruña.
- 2002 Campió de la Copa del Rei amb el Deportivo de La Coruña.
- 2002 Campió de la Supercopa espanyola amb el Deportivo de La Coruña.

### Altres mèrits
- 2004 Finalista de la Copa d'Àfrica amb la selecció del Marroc.